# Lois de Cassini
Pour les articles homonymes, voir Cassini.
Les lois de Cassini sont trois énoncés qui fournissent une description succincte du mouvement de la Lune. Elles ont été établies en 1693 par Jean-Dominique Cassini, vérifiées par Tobias Mayer et dégagées des publications de Cassini par Félix Tisserand en 1891.
Ces lois ont été perfectionnées pour prendre en compte les librations et généralisées pour s'appliquer à d'autres satellites et planètes,.

## Lois
1. « La Lune tourne sur elle-même, dans le sens direct, d’un mouvement uniforme autour d’un axe dont les pôles sont fixes à sa surface ; la durée de la rotation, 27j 7h 43m 11,5s est identique à la révolution sidérale de la Lune autour de la Terre[4] ;
2. l’axe de rotation fait un angle constant avec l’écliptique ; cet angle est de 88˚ 25’ ;
3. l’axe de l’écliptique, l’axe de l’orbite de la Lune et son axe de rotation sont constamment dans un même plan[1]. »

L'axe de rotation de la Lune fait un angle de 1,54 degré avec le pôle de l'écliptique. La normale au plan orbital est orientée du côté opposé à l'axe de rotation par rapport à la normale à l'écliptique, d'un angle de 5,14° (en moyenne, car l'inclinaison oscille légèrement). Les axes orbital et de rotation font donc un angle (à peu près) constant de 6,68°.
Par conséquent, la normale au plan orbital et celle à l'axe de rotation ont la même période de précession par rapport au pôle de l'écliptique ; cette période est de 18,6 années et le mouvement est rétrograde.

## États
On dit d'un système qui obéit aux lois de Cassini qu'il est dans un « état de Cassini », c'est-à-dire que l'axe de rotation, la normale à l'orbite et la normale au plan de Laplace sont coplanaires, tandis que l'obliquité demeure constante,,. Le plan de Laplace est défini comme le plan autour duquel l'orbite d'un satellite ou d'une planète ont une précession avec une inclinaison constante.

## Compléments